# Калабалин, Семён Афанасьевич
Калабалин Семён Афанасьевич (21 августа 1903, Сулимовка, Полтавская область, Российская империя — 24 июня 1972, Клемёново, Егорьевский район, Московская область) — советский писатель, педагог и разведчик.

## Биография
Родители занимались сельским хозяйством — батрачили, так как своей земли, избы и вообще никакого имущества не имели. В связи с этим семья часто переезжала из села в село на жительство, а в селе из избы в избу поселялись за отработку.
Калабалин вспоминал:

Уже девятилетним мальчиком был определён в пастушки к кулаку Сивоволу за три рубля в лето и за первые штанишки в жизни из сурового полотна. На другое лето я был определён пастухом к кулаку Завгороднему в с. Васильевку, — уже за 8 руб., а на третье лето к кулаку Наливко Николаю. Зимою ходил в 4-летку, которую и закончил в 1915 году. В том же году меня свели к помещику Голтвянскому и продали за 40 р. в год; лето — пастухом, а зиму — коровником.

В августе 1916 года Калабалин из-за преследования хозяйки был вынужден уйти из дому. Скитаясь, попал под начальство лжеслепого проходимца и был вынужден обходить города и посёлки Украины, зарабатывая попрошайничеством за скудное питание. При удобном случае убежал от своего хозяина, возвратился в Полтаву.
В конце 1917 года Калабалин пристал к вооружённому отряду, налетевшему на город и ушедшему в лес в окрестности Полтавы. Во главе отряда красных партизан стоял его брат Иван. Позже отряд вошёл в состав 1-го Украинского Советского полка имени Шевченко. Брат был командиром батальона, Семён — разведчиком. В бою с гайдамаками под станицей Раздольная Калабалин был ранен в ногу, лечился в Николаеве, а затем в 1919 году уехал в Полтаву. Выздоровев, снова нашёл своего брата Ивана. Затем отряд влился в 501-й полк, который действовал против деникинских войск. В бою под Белгородом Калабалин был ранен в руку. Лечился в Харькове, заболел тифом, был переведён в тифозный городок, а после выздоровления уехал к родным в село Сторожевое.
Весной 1920 года с отдельным 53-м батальоном уехал на Польский фронт. Под Проскуровым был ранен в обе ноги. Вернулся в Полтаву, где узнал, что его брат Иван убит. Калабалин собрал собственный отряд «мстителей» для свершения правосудия над убийцами, однако тот быстро превратился в обычную воровскую шайку, которую власти ликвидировали в декабре 1920 года, а Калабалина отправили под суд.
Следователи не знали, что делать с Калабалиным, поскольку тяжких деяний он не совершал, а расстреливать, как несовершеннолетнего, его не полагалось. В тюрьме Калабалин просидел три месяца и, когда Макаренко очередной раз приехал в тюрьму «за пополнением», ему решением комиссии по делам несовершеннолетних предложили забрать и Калабалина. Подробности этого дня (9 марта 1921 года) описаны в заключительных главах книги «Бродячее детство». Дальнейшая жизнь в колонии им. Горького, а затем и коммуне им. Дзержинского автором не описана, поскольку он оказался одним из главных действующих лиц «Педагогической поэмы», названный в ней Семёном Карабановым.
В отличие от ряда выпускников колонии и коммуны, поступавших на педагогические отделения вузов, Калабалин хотел стать хлеборобом, поступил в сентябре 1923 года на рабфак и до лета 1925 года обучался на Инженерно-мелиоративном факультете Харьковского сельхозинститута. Обучение не закончил, вернувшись летом 1925 года в колонию им. Горького в качестве воспитателя, где работал (и, после переезда в Куряж, — в Куряжской колонии) до ноября 1926 года.
13 ноября 1926 г. призван в Красную Армию, проходил службу в 74-м полку, размещавшемся на станции Яреськи железнодорожной ветки Киев-Полтава. Досрочно демобилизован в сентябре 1927 г. после лечения в госпитале из-за травмы, полученной на спортивных соревнованиях.

Семён и Галина Калабалины в 1940 году

В октябре 1927 г. женился на Галине Подгорной — также воспитаннице колонии им. Горького (в «Педагогической поэме» — Черниговке), которая стала его сотрудницей и сподвижницей в педагогической деятельности (в годы Великой Отечественной войны на нее легла задача руководства детским домом, его эвакуации, налаживания быта, воспитания и учёбы воспитанников на новом месте — прежде всего на основе собственного посильного трудового вклада воспитанников и сотрудниц детдома). Эти страницы биографии найдут отражение на страницах трилогии известной писательницы Фриды Вигдоровой («Дорога в жизнь» (1954), «Это — мой дом» (1957), «Черниговка» (1959)).
С октября 1927 по август 1928 г. С. А. Калабалин по поручению А. С. Макаренко заведовал на станции Комаровка под Харьковом (Пивденное) общежитием воспитанников детских домов и коммун. С августа 1928 по январь 1929 г. являлся воспитателем, затем заведующим учебно-воспитательной частью Будянской колонии им. В. Г. Короленко (посёлок Буды Харьковской области). С 1 февраля 1929 по март 1931 г. вновь сотрудничал с А. С. Макаренко в коммуне им. Ф. Э. Дзержинского, где работал воспитателем (физкультурным руководителем коммуны).
Накопленный опыт воспитания и желание расширить область применения опыта Макаренко позволил Калабалину начать самостоятельную работу в этом направлении: он сознательно приходил на работу в самые запущенные и неблагополучные детские дома, ставя единственное условие — чтобы ему хотя бы первое время не мешали. С марта 1931 по март 1932 г. — он старший воспитатель («командир батальона») детской воспитательной колонии (Детское Село, Ленинградская область). С марта 1932 по август 1934 г. — старший воспитатель школы-колонии № 66 для трудновоспитуемых детей в Ленинграде. С августа 1934 по май 1935 г. — заведующий учебной частью детского дома № 54 (Сталинский район Ленинграда). С июня 1935 по декабрь 1935 г. — временно исполнял обязанности инспектора Управлениями колониями НКВД УССР (Управление возглавлял А. С. Макаренко) (Киев). Заместитель начальника Одесского детского приёмника (Одесса). С 18 декабря 1935 по 24 января 1938 года — помощник управляющего и начальник учебно-воспитательной части Винницкой трудовой колонии № 8 НКВД Украины (Винница).
После ареста Г. Ягоды в апреле 1937 года Болшевская коммуна была разгромлена и разогнана, М. С. Погребинский по официальной версии застрелился. 24 января 1938 г. по ложному доносу Калабалин был арестован. Как «враг народа», содержался во внутренней тюрьме Управления НКВД по Винницкой области. После полутора месяцев следствия 2 марта 1938 г. отпущен, в том числе по многочисленным просьбам его воспитанников, постоянно дежуривших у тюрьмы. После освобождения С. А. Калабалин возвращается к воспитательной деятельности.
С 27 марта 1938 по 16 мая 1939 г. — заведующий учебной частью Соколовского специального детского дома (Винницкая область, посёлок Соколовка). С 20 мая 1939 по 1 ноября 1940 г. — директор Барыбинского детдома (детский дом № 3 Мосгороно, Московская область, станция Барыбино). С 3 ноября 1940 по 14 июля 1941 г. — директор детского дома № 60 Мосгороно с особым режимом (Москва, Сокольнический район). До конца жизни А. С. Макаренко в 1939 г. Калабалин поддерживал с ним тесные деловые и дружеские отношения, переписывался и лично посещал учителя.

### 1940-е годы
В июне 1941 года записался на фронт добровольцем, но не попал ни в действующую армию, ни в ополчение, поскольку был отобран военной разведкой для выполнения особых заданий. После выброски в тыл врага его группу разнесло ветром, он смог найти только двоих. Попал в плен, был отправлен в лагерь для военнопленных. Несколько раз пытался бежать, но неудачно (был выдан). После этого изобразил готовность сотрудничества с абвером, был отобран в диверсионную школу, а после заброски в советский тыл убедил всю свою группу сразу явиться в НКВД. В течение нескольких лет после этого вёл радиоигру с целью дезинформации противника, в частности, во время Сталинградской и перед Курской битвой, помогал выявлять и обезвреживать засылаемых в СССР диверсантов и радистов.
28 декабря 1943 года Указом Президиума Верховного Совета СССР С. А. Калабалин был награждён орденом Отечественной войны второй степени. Награду ему лично вручил начальник «Смерша», комиссар госбезопасности 2-го ранга В. Абакумов, будущий министр госбезопасности.
18 августа 1944 г. С. А. Калабалин прошёл освидетельствование медицинской комиссии при Мосгорвоенкомате, был признан негодным к несению воинской обязанности и снят с воинского учёта.
С 18 августа 1944 по 20 августа 1946 г. — директор детского дома № 2 для испанских детей Министерства просвещения РСФСР (Солнечногорск Московской области).

### После войны
В октябре 1946 г. С. А. Калабалин с семьёй переезжает в Грузию. Его назначают заместителем начальника колонии по учебно-воспитательной части в городе Кутаиси. За короткий срок Калабалин сумел наладить в колонии воспитательную работу, сплотить ребят, воспитать коллектив. В постоянных педагогических поисках оттачивалось его мастерство, накапливался опыт воспитательной работы в условиях колонии послевоенного времени.
В мае 1947 г. приказом министра внутренних дел Грузии С. А. Калабалина переводят в Сталинирскую ТВК заместителем начальника по учебно-воспитательной работе.
Из приказа № 0123 от «22» октября 1947 года (Тбилиси):

В результате бездеятельности бывшего руководства Сталинирской детской колонии, последняя была доведена до состояния, граничащего с развалом.
Проверкой установлено, что назначенное в мае 1947 года новое руководство колонии в лице начальника колонии тов. Чхаидзе М. А. и его заместителя по учебно-воспитательной работе Калабалина С. А. полностью перестроило всю работу колонии в духе директивы МВД СССР за № 37 от 14 февраля 1946 года и в относительно короткий срок добилось значительных успехов в деле воспитания детей и подростков в колонии..

В августе 1950 г. С. А. Калабалин переезжает на Украину и принимает заведование специальным детским домом на станции Мотовиловка Фастовского района Киевской области (время работы — с 23 августа 1950 по 18 мая 1956 г.)
Здесь также нашлись недоброжелатели калабалинских средств и методов воспитания — в его действиях увидели диктат и насилие над воспитанниками. Были написаны письма в Киевское облоно и обком партии, в детский дом стали приезжать комиссии с проверками. Из воспоминаний Г. К. Калабалиной:

Вечером дежурный рапортует: день прошёл благополучно. Проверяющий Калабалину этим рапортом в нос тычет: это отдаёт мистикой! Б-л-а-г-о-о! И находит в этом «преступление». Или отдаёт директор указание воспитаннику, тот ему в ответ: «Есть!». Проверяющий аж весь передёргивается: какое-то военизированное сообщество!
По итогам этих многочисленных проверок выносится вердикт высшей власти: "Калабалина от занимаемой должности директора детского дома освободить и впредь запретить ему занимать должности, связанные с работой с детьми!

На защиту С. А. Калабалина встала детская писательница Фрида Абрамовна Вигдорова. Она помещает ряд статей в центральной прессе, где развенчивает клевету, как распространяющееся зло в педагогических кругах.
С. А. Калабалин с супругой пытались продолжать работу на Украине. С 19 мая по 11 декабря 1956 г. Калабалин — директор пионерского лагеря Украинского геологического управления (в том же Фастовском районе Киевской области). В дальнейшем он принял предложение о работе в Клемёновском детском доме в Московской области, где он проработал с 20 декабря 1956 г. до конца жизни. Здесь же ему позже было присвоено почётное звание «Заслуженный учитель РСФСР» (1969). Из письма Калабалина к жене 29 декабря 1956 года:

Детали: потолки падают, полы проваливаются, вонище… Бухгалтер лежит в больнице, ни учёта, ни прихода. Есть вши, грязь, пустота. Нет человеческого тепла. Стульев нет. Всё разбито… Райком партии великодушно допустил: «На месячишко, а там мы посмотрим, как и что, а вообще, конечно, устраивайтесь».
Сидим сегодня весь день без дела. Мы в детский дом, а директор из детского дома. Куда ни кинусь — ничего нет.

Из дневников С. А. Калабалина:

Клемёновский детский дом школьного типа, с большим количеством переростков, поражённых многочисленными пороками и непонятной грубостью с работниками детского дома. Успеваемость составляет 60—70 %. Детские общественные организации фактически отсутствуют. Коллектив работников, и, прежде всего воспитатели, находятся в состоянии растерянности и потерянного интереса к делу, не знают с чего начинать, чтобы вывести детей из их неприятного состояния. Хулиганство и грубость ребят парализовали работу воспитателей. Приняв заведование этим домом, я на общем собрании сказал твёрдо и прямо: «Жить такой оскорбительной для вашего человеческого достоинства жизнью дальше нельзя, и так жить мы не будем. Я буду беспощаден в борьбе за новую, красивую и счастливую жизнь и верю, что рядом со мной встанут смелые ребята, способные с улыбкой на лице пережить и некоторые лишения, и трудности в предстоящей борьбе. Уже с этого собрания мы разойдёмся организованными по отрядам, а все командиры отрядов образуют совет командиров. Пусть же наш совет поведёт борьбу за то, чтобы мы построили центральное отопление в доме, сделали пристройку для новых спален, провели водопровод, добились бы земельного участка для подсобного хозяйства, чтобы для наших будущих походов по стране приобрели автобус, чтобы заняли первые места в областных спартакиадах, построили стадион и заложили сад. Задачи большие, трудные и, конечно, придётся попотеть — потеть можно, а пищать нельзя»…

Меньше чем за год запущенный детский дом изменил свой облик. Анализируя первые итоги работы педагогического коллектива, было отмечено, что "благодаря добросовестному, почти самоотверженному напряжению физических и духовных сил воспитателей, наладившейся живой и полезной связи со школой, созданию работоспособного института детского самоуправления, в конце концов, удалось учебный год закончить с благополучными результатами. Из 106 учащихся перешли в следующих класс 100 человек. Детский коллектив к концу учебного года представлял собой здоровую согласную семью..
Из дневников Г. К. Калабалиной:

… Вовлекая детей в общественно-полезный и производственный труд, мы, разумеется, в первую очередь интересовались его педагогическими результатами.
Учитывая то, что контингент детей у нас особый (в основном нам присылают детей, исключённых из массовых школ, из других детских домов и школ-интернатов), нам важно было добиться, чтобы в трудовой деятельности воспитанников вырастал интерес к учению, вырабатывался их нравственный облик, приобретались необходимые практические умения и навыки, воспитывалось чувство ответственности за порученное дело.
Были организованы сводные отряды, которые работали на порученных участках, соревновались между собой. При подведении итогов обязательно учитывалось не только количество выполненной работы, но и её качество, и отношение каждого члена отряда к работе.

В июне 1972 года Калабалину сделали аппендэктомию, но она прошла неудачно. Умер 24 июня 1972 г. Похоронен на Егорьевском городском кладбище (Егорьевск Московской области). Рядом с ним похоронена его жена и единомышленник Галина Константиновна Калабалина (1908—1999).

## Память
- В 1998 году администрация Егорьевского района учредила премию имени С. А. Калабалина, лауреатом которой становятся лучшие педагоги.
- В 2003 году С. А. Калабалину присвоено звание «Почётный гражданин Егорьевского района» (посмертно) и одна из улиц Егорьевска названа в его честь.[7].

Топонимы
- Улица Калабалина (Егорьевск Московской области)
- Улица Семёна Калабалина, Украина, Фастовский район, посёлок Боровая (железнодорожная станция Мотовиловка)

Литература
Большой вклад в отстаивание педагогического дела С. А. Калабалина внесла писатель и журналист Ф. А. Вигдорова, написавшая ряд очерков и статей по соответствующим поводам в центральных газетах, и посвятившая деятельности С. А. и Г. К. Калабалиных трилогию произведений («Дорога в жизнь» (1954), «Это мой дом» (1957) и «Черниговка» (1959)), задуманную как своеобразное продолжение «Педагогической поэмы».
Фильм
В 1971 году был снят фильм «Вчера, сегодня и всегда» по мотивам книги «Мой дом» Ф. Видгоровой о С. А. Калабалине, при этом он сам выступил консультантом фильма.
Педагогические чтения памяти Калабалиных
- В феврале-мае 2012 г. в память сорокалетия ухода С. А. Калабалина в Егорьевске начато проведение Калабалинских чтений[8][9]
- 2 октября 2018 г. в Москве прошли очередные Калабалинские чтения, посвящённых 115-летию со дня рождения С. А. Калабалина[10].
- 31 октября 2023 г. в Москве прошла XIII Всероссийская конференция «Калабалинские чтения», посвящённая 120-летию со дня рождения С. А. Калабалина[11].

## Награды и звания
За заслуги в области воспитания подрастающего поколения С. А. Калабалину присвоены звания
- «Заслуженный учитель РСФСР» (1969)
- «Почётный гражданин Егорьевского района» (1997)

За заслуги в обороне Отечества и трудовую доблесть в мирное время он награждён орденами и медалями:
- Орден Отечественной войны II степени (орденская книжка Х-43199 к ордену № 128599, 29 декабря 1943)
- Медаль «За победу над Германией в Великой Отечественной войне 1941—1945 гг.» (удостоверение К № 0143753, 19 марта 1946)
- Медаль «За доблестный труд в Великой Отечественной войне 1941—1945 гг.» (удостоверение X № 407571, 5 июля 1946)
- Медаль «30 лет Советской Армии и Флота» (1948)
- Юбилейная медаль «Двадцать лет Победы в Великой Отечественной войне 1941—1945 гг.» (удостоверение Б № 2112281, октябрь 1966)
- Медаль «50 лет Вооружённых Сил СССР» (1968)
- Медаль «За доблестный труд. В ознаменование 100-летия со дня рождения В. И. Ленина» (апрель 1970)

## Воспитанники С. А. Калабалина
- Калабалин, Антон Семёнович (1939—2013) — сын С. А. Калабалина, в течение ряда лет директор Педагогического музея А. С. Макаренко в Москве.
- Морозов Владимир Васильевич — директор Центра внешкольной работы им. А. С. Макаренко, сменил Калабалина на посту директора педагогического музея
- Слободчиков, Виктор Иванович, доктор психологических наук, профессор, член-корреспондент РАО.
- Халиков Михаил Халикович — сотрудник Педагогического музея А. С. Макаренко в Москве

## Основные работы
- Калабалин С. А. Бродячее детство. — М.: Молодая гвардия, 1968.
- Калабалин С. А., Калабалина Г. К. Разговор от первого лица (из опыта работы С. А. Калабалина — воспитанника, соратника и последователя А. С. Макаренко) // МОИУУ. Кабинет детских домов и школ-интернатов, 1990.
- Калабалин С. А., Калабалина Г. К. Слово об учителе и о себе (к столетию со дня рождения А. С. Макаренко) // Моск. обл. политехникум, 1989.